# Счастливое лето сеньоры Форбес
«Счастливое лето сеньоры Форбес» (исп. El verano de la señora Forbes) — рассказ колумбийского писателя Габриэля Гарсии Маркеса, написанный в 1982 году, входящий в сборник «Двенадцать рассказов-странников». Встречается так же в переводе Л.Синянской, как «Последнее лето сеньоры Форбес». Повествование ведется от первого лица.

## Действующие лица
Действие происходит на острове Пантеллерия, находящимся к югу от Сицилии
Автор повествования — по рассказу ему недавно исполнилось 9 лет
Брат автора — возраст 7 лет
Сеньора Форбес — немка, которую родители наняли для присмотра и воспитания детей. Строгая, незамужняя с «военной выправкой». Устанавливала для детей правила и жизненные позиции, которые сама не соблюдала.
Оресте — местный юноша, возрастом около двадцати лет, учил подводному плаванию автора и его брата, так же занимался подводной охотой
Фульвиа Фламинеа — кухарка, жила с мужем намного моложе её, который работал в туристических отелях на другом конце острова и возвращался домой только спать.

## Сюжет
Семья отдыхает на острове Пантеллерия. Первый месяц дети (автор и брат) отдыхали с родителями вместе и больше предоставлены сами себе. Свободное время они тратили на плавание и общение с кухаркой Фульвией Фламинеа, которая забирала их во время просмотра родителями «фильмов для взрослых» и «учила прислушиваться к далеким звукам и отличать песни от жалобных завываний тунисских ветров». Все изменяется, когда родители уплывают в пятинедельный культурный круиз по островам Эгейского моря. Для присмотра из Дортмунда они нанимают немку, сеньору Форбес, которая по приезде в корне изменяет всю жизнь мальчиков. Теперь у них идет все по расписанию, за исполнением которого она ревностно следит, назначая бонусные баллы или снимая их. За бонусные баллы разрешается есть сладости.
Ключевым эпизодом становится ужин на котором подавали мясо мурены, которую отказались есть сначала брат, а потом и сам автор. Причиной отказа послужил испуг (перед входной двери мальчики увидели прибитую гвоздём огромную морскую змею), и когда их заставляли есть эту змею, брата вырвало. Несправедливость, не исполнение собственных же правил и излишняя строгость сеньоры Форбес привели к попытке детьми отравить её, которую описывает автор. Дальнейшее роковое развитие событий происходит совсем не по иному сценарию.

## Экранизации
- «Лето мисс Форбс» — драма Хайме Умберто Эрмосильо 1989 года, совместного производства Кубы, Мексики и Испании. Сценарий был написан Хайме Умберто Эрмосильо, Габриэль Гарсия Маркесом. В ролях: Ханна Шигулла, Франсиско Гатторно, Алексис Кастаньярес, Виктор Сесар Вильялобос, Гвадалупе Сандоваль, Фернандо Бальсаретти. Мировая премьера: 15 августа 1989 г.